# PhyloCode
International Code of Phylogenetic Nomenclature (Міжнародний кодекс філогенетичної номенклатури), скорочено відомий як PhyloCode — офіційний набір правил, що регулюють філогенетичну номенклатуру. Його поточна версія спеціально розроблена для регулювання іменування клад, залишаючи управління назвами видів до номенклатурних кодексів на основі рангів (ICN, ICNCP, ICNP, ICZN, ICVCN).
PhyloCode пов'язаний з Міжнародним товариством філогенетичної номенклатури (ISPN).
PhyloCode регулює філогенетичну номенклатуру, надаючи правила для прийняття рішення про те, які асоціації імен і визначень вважаються встановленими, які з них вважатимуться омонімами або синонімами і які з набору синонімів або омонімів будуть вважається прийнятим (зазвичай той, хто зареєстрований першим; див. нижче). PhyloCode регулює лише найменування клад, а не парафілетичних або поліфілетичних груп, і дозволяє використовувати лише зразки, види та апоморфії як специфікатори.

## Філогенетична номенклатура
На відміну від номенклатурних кодів на основі рангів (ICN, ICZN, ICNB), PhyloCode не вимагає використання рангів, хоча він необов'язково дозволяє їх використання. Рангові коди визначають таксони за допомогою рангу (наприклад, роду, родини тощо) і, у багатьох випадках, типового зразка або типового підтаксону. Точний вміст таксона, окрім типу, не визначається кодами на основі рангів.
Навпаки, за філогенетичною номенклатурою вміст таксонів розмежовується за допомогою визначення, яке базується на філогенезі (тобто походження) і використовує специфікатори (наприклад, види, зразки, апоморфії) для позначення фактичних організмів. Формула визначення вказує на предка. Отже, визначений таксон — це предок і всі його нащадки. Таким чином, зміст філогенетично визначеного таксону спирається на філогенетичну гіпотезу.
Нижче наведено приклади типів філогенетичних визначень (великі літери позначають специфікатори):
- На основі вузла: «клада, що походить від останнього спільного предка A і B» або «найменш включена клада, що містить A і B»
- На основі гілок: «клада, що складається з A та всіх організмів або видів, які мають більш недавнього спільного предка з A, ніж з Z», або «найбільш комплексна клада, що містить A, але не Z».
- На основі апоморфії : «клада, що походить від першого організму або виду, який мав апоморфію M, успадковану A».

Можливі й інші типи визначення, беручи до уваги не лише філогенетичні зв'язки й апоморфії організмів, але й те, чи існують споріднені організми.
У наступній таблиці наведено приклади філогенетичних визначень клад, які також мають ранги в традиційній номенклатурі.
| Назва                    | Ранг    | Тип                         | Можливе філогенетичне визначення |
| ------------------------ | ------- | --------------------------- | --- |
| Tyrannosauridae          | Родина  | Тиранозавр. Осборн 1905 рік | Найменш включна клада, що містить Tyrannosaurus rex Osborn 1905, Gorgosaurus libratus Lambe 1914 і Albertosaurus sarcophagus Osborn 1905                                                             |
| Ссавці                   | Клас    | N/A                         | Клада, що походить від останнього спільного предка людини, Homo sapiens Linnaeus 1758, і качкодзьобів, Ornithorhynchus anatinus Shaw 1799                                                            |
| Гризуни                  | Ряд     | N/A                         | Найбільш інклюзивна клада, що містить Mus musculus Linnaeus 1758, але Sylvilagus floridanus Allen 1890                                                                                               |
| Неорніти (Сучасні птахи) | Підклас | N/A                         | Клада, що походить від останнього спільного предка існуючих членів найбільшої клади, яка містить домашнього горобця Passer domesticus Linnaeus 1758, але не динозавра Stegosaurus armatus Marsh 1887 |
| Тетраподи                | Надклас | N/A                         | Клада, що походить від найдавнішого предка, від якого Homo sapiens Linnaeus 1758 успадкував кінцівки з пальцями рук або ніг                                                                          |

## Історія
PhyloCode виник на семінарі в Гарвардському університеті в серпні 1998 року, де приймалися рішення щодо його масштабів і змісту. Багато учасників семінару разом із кількома іншими людьми, які згодом приєдналися до проєкту, служили консультативною групою. У квітні 2000 року чернетку було оприлюднено в Інтернеті, і наукове співтовариство запросило коментарі.
У липні 2002 року в Єльському університеті відбувся другий семінар, на якому були внесені деякі зміни в правила та рекомендації PhyloCode. Час від часу також вносилися інші зміни.
У Першій міжнародній зустрічі з філогенетичної номенклатури, яка проходила з 6 по 9 липня 2004 року в Парижі, Франція, взяли участь близько 70 систематичних та еволюційних біологів з 11 країн. Це була перша відкрита багатоденна конференція, яка повністю зосереджувалася на філогенетичній номенклатурі, і вона стала місцем для урочистого відкриття нової асоціації, Міжнародного товариства філогенетичної номенклатури (ISPN). Члени ISPN обирають Комітет з філогенетичної номенклатури (CPN), який взяв на себе роль консультативної групи, яка спостерігала за попередніми етапами розробки PhyloCode.
З 28 червня по 2 липня 2006 року в Єльському університеті (Нью-Гейвен, Коннектикут, США) відбулася Друга міжнародна філогенетична номенклатурна зустріч.
З 21 по 22 липня 2008 року в Університеті Далгаузі (Галіфакс, Нова Шотландія, Канада) проходила Третя Міжнародна філогенетична номенклатурна зустріч.
PhyloCode набув чинності з публікацією супровідного тому «Phylonyms» у 2020 році.